# ماتیاس فلوکیگر
ماتیاس فلوکیگر (انگلیسی: Mathias Flückiger؛ زادهٔ ۲۷ سپتامبر ۱۹۸۸ ‏(۳۶ سال)) دوچرخه‌سوار اهل سوئیس است.